# Paranui Falls
Die Paranui Falls sind ein Wasserfall in Whangārei auf der Nordinsel Neuseelands. Er liegt im Lauf des Paranui Stream nördlich des Stadtzentrums. Seine Fallhöhe beträgt rund 24 Meter.
Vom New Zealand State Highway 1 zweigt in Whangarei die Kensington Avenue in östlicher Richtung ab. Diese führt über die Nixon Street, die Mill Road, die Whareora Road und die Chapman Road zu einem kleinen Besucherparkplatz. Von hier aus leitet ein Wanderweg in etwa 15 Gehminuten zum Wasserfall.